# Blanco County
Blanco County je okres ve státě Texas v USA. K roku 2010 zde žilo 10 497 obyvatel. Správním městem okresu je Johnson City. Celková rozloha okresu činí 1 848 km². Byl pojmenován podle řeky Blanco River.